# Sanda kyrka
 Sanda kyrka är en kyrkobyggnad på Gotland. Den är församlingskyrka i Sanda, Västergarn och Mästerby församling i Visby stift.

## Kyrkobyggnaden
Det var biskop Lars i Linköping som 1300 invigde den nybyggda kyrkan i Sanda. Gotland tillhörde vid denna tid Linköpingsstiftet. Det hade tidigare funnits en 1200-talskyrka men den ansågs för liten. Ca 1300 började man uppföra det nuvarande tvåskeppiga långhuset. Det var tydligen detta som linköpingsbiskopen senare invigde. Det långa koret med sin raka avslutande vägg i öster samt sakristian byggdes vid 1300-talets mitt. Tornet från 1200-talskyrkan behölls och utgör därigenom kyrkans äldsta del. En hel del material från den tidigare kyrkan återanvände. Långhusets sydfasad fick överta ornamenterade kvaderstenar. Två runda pelare med kapitäler skulpterade av Calcarius vilka burit upp valen i 1200-tals kyrkan kom till användning i det nya kyrkorummet men förlängdes. De ursprungliga spetsbågiga mur och fönsteröppningarna är gotiskt präglade. Interiören uppvisar en rik målningsskrud. Målningarna i tornkammaren är utförda under 1200-talet. Långhuset pryddes under 1300-talet med omfattande valv och väggmålningar liksom koret med bl.a. motiv ur Adam och Evas historia, Marie kröning, Kristus på korset och Uppståndelsen. I ett bildfält skildras hur Sankt Nicolaus räddar skeppsfarare i sjönöd. I ett annat fällt hur ärkeängeln Mikael väger kejsar Henriks själ. Under 1400-talet tillkom ytterligare målningar på norrväggen skildrande Jesu lidande. 
En reparation av kyrkans väggar utfördes av självlärde mångsysslaren Olof Niclas Lindqvist i Sanda på 1850-talet där utåtsprängda sidomurar sammanskruvades och för arbetet nersjunkna valv fick lyftas och stödjas och en fristående pelare fick tas bort och sedan sättas tillbaka.

## Interiör
- Kyrkans äldsta föremål är dopfunten från 1100-talet utförd av Byzantios. Dopfatet är troligen ett arbete i Nürnberg från 1500-talet.
- Triumfkrucifixet härrör från 1200-talet.
- Kyrkans altartavla med motiv: ”Nattvarden” är av sandsten från Burgsvik 1664. Flera kyrkor på Gotland anskaffade under 1600-talet dessa altarprydnader.
- Predikstolen är utförd under 1600-talet.
- Kalkmålningar utförd under 1400-talet.

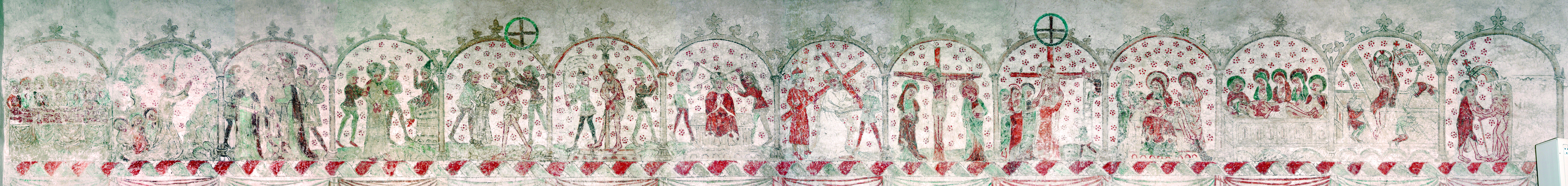

## Orgel
Sanda kyrkas orgel byggdes 1867 av Frans Andersson, Stockholm. Den renoverades 1982 av Finn Krohns orgelbyggeri, Danmark. Orgeln är mekanisk.
| Manual              | Pedal   | Koppel     |
| Borduna 16’ B/D     | Bihängd | Man 4'/Man |
| Principal 8’        |         |            |
| Flûte harmonique 8' |         |            |
| Rörflöjt 8’         |         |            |
| Salicional 8’       |         |            |
| Octava 4'           |         |            |
| Flöjt 4’            |         |            |
| Trumpet 8'          |         |            |

### Diskografi
- Holmgren, Claes (2013). ”Ej blot til lyst - Frans Andersson-orgeln i Sanda kyrka”. Organ document Gotland : meeting nine organs. Visby: Visby domkyrkoförsamling. Libris 14683788